# Katarska Biblioteka Narodowa
Katarska Biblioteka Narodowa (Qatar National Library QNL) – biblioteka narodowa podlegająca Katarskiej Fundacji na rzecz Edukacji, Nauki i Rozwoju Społecznego.

## Historia
Plany utworzenia biblioteki narodowej ogłosiła 19 listopada 2015 roku Muza bint Nasir, prezes Katarskiej Fundacji na rzecz Edukacji, Nauki i Rozwoju Społecznego podczas obchodów 50-lecia istnienia Biblioteki Dar Al Kutub w Doha w Katarze. Biblioteka w Doha została założona 29 grudnia 1962 roku i jest jedną z pierwszych bibliotek publicznych w regionie Zatoki Perskiej. Do 2015 roku uważano ją biblioteką narodową Kataru. Nowa Biblioteka Narodowa miała pełnić rolę biblioteki narodowej, uniwersyteckiej i publicznej.
W kwietniu 2012 roku Fundacja Katarska powołała na stanowisko dyrektora biblioteki niemiecką bibliotekarkę Claudię Lux. Początkowo miała ona nadzorować utworzenie biblioteki cyfrowej. Równocześnie rozpoczęto budowę nowego budynku biblioteki, który zlokalizowano w dzielnicy Doha, planując utworzenie tam centrum szkolnictwa wyższego. Powstało tam również kampusy sześciu amerykańskich uniwersytetów, a także inne instytucje edukacyjne i badawcze.
W październiku 2016 roku na stanowisko dyrektora wykonawczego QNL została powołana dr Sohair Wastawy.

## Nowy budynek
Nowy budynek biblioteki zaprojektowany przez holenderskiego architekta Rema Koolhaasa, został ukończony i otwarty dla odwiedzających w listopadzie 2017 roku. Otwarto wtedy między innymi wypożyczalnie dla dzieci i dorosłych, pracownie komputerowe, restaurację i kawiarnię.
16 kwietnia 2018 roku odbyło się oficjalne otwarcie biblioteki. Wziął w niej udział emir Tamim ibn Hamad Al Sani, który umieścił milionową książkę na półkach QNL. Wśród zaproszonych gości znaleźli się przedstawiciele organizacji bibliotekarskich oraz dyrektorzy bibliotek narodowych świata. Jednym z gości był dyrektor polskiej Biblioteki Narodowej Tomasz Makowski.
W zbiorach znalazło się 137 000 książek dla dzieci i 35 000 książek dla nastolatków.

## Kolekcje i usługi biblioteczne
Każdy obywatel Kataru lub osoba mająca zezwolenie na pobyt ma prawo do bezpłatnego korzystania z biblioteki. Witryna QNL oferuje zarejestrowanym użytkownikom biblioteki bezpłatny dostęp online do różnorodnych zasobów internetowych, w tym międzynarodowych baz danych i czasopism naukowych, a także literatury popularnej, czasopism, publikacji dla dzieci i muzyki.
Biblioteka oferuje szeroki wybór książek i e-booków w języku angielskim, arabskim i innych, w tym literaturę faktu, bestsellery i klasykę oraz czasopisma, płyty DVD i CD i książki audio. W 2018 roku w bibliotece było ponad 1 000 000 książek na półkach i ponad 500 000 e-booków, periodyków i gazet oraz zbiorów specjalnych. Zgodnie z misją QNL, aby pomóc mieszkańcom w samokształceniu biblioteka udostępnia wiele programów, usług edukacyjnych i instruktażowych, których zdaniem jest pomoc w zdobywaniu umiejętności poszukiwania informacji, czytania, badania i wykorzystania zasobów cyfrowych. W ramach bibliotecznych programów edukacyjnych działają kluby książki, można uczyć się języków obcych, uczestniczyć w imprezach muzycznych i warsztatach rzemieślniczych, a także w imprezach dla dzieci i ich rodzin, takie jak prelekcje, warsztaty i wystawy naukowe.

## Biblioteka Dziedzictwa
Oprócz głównej kolekcji i akademickich zasobów internetowych, w QNL umieszczono zbiory Biblioteki Dziedzictwa, które obejmują rzadkie książki, rękopisy i inne materiały związane z cywilizacją arabsko-islamską. Kolekcja ta, znana wcześniej jako Arabska i Islamska Biblioteka Dziedzictwa, została założona przez szejka Hasana ibn Muhammada ibn Ali Al Saniego w 1979 roku i została włączona do QNL w 2012 roku.
Biblioteka Dziedzictwa gromadzi dokumenty historyczne o Katarze i regionie, w tym pisma podróżników i odkrywców, którzy odwiedzali region Zatoki Perskiej, rękopisy arabskie, historyczne mapy i globusy, a także instrumenty naukowe i fotografie. Zgromadzono w niej około 2400 cennych manuskryptów, w tym „Mushafs” (Święty Koran) i literaturę arabską, ze szczególnym uwzględnieniem nauk ścisłych oraz kolekcję inkunabułów zawierającą łacińskie tłumaczenia z XV–XVII wieku między innymi słynnego Kanon medycyny Awicenny.
Mapy i manuskrypty z Biblioteki Dziedzictwa zostały zdigitalizowane i są dostępne dla zarejestrowanych użytkowników za pośrednictwem biblioteki on-line. Część kolekcji o szczególnym znaczeniu została również bezpłatnie udostępniona użytkownikom na całym świecie za pośrednictwem Światowej Biblioteki Cyfrowej (WDL). W sierpniu 2015 roku QNL została mianowana przez Międzynarodową Federację Stowarzyszeń i Instytucji Bibliotecznych Regional Arabic Speaking Preservation and Conservation Centre (PAC).

## Katarska biblioteka cyfrowa

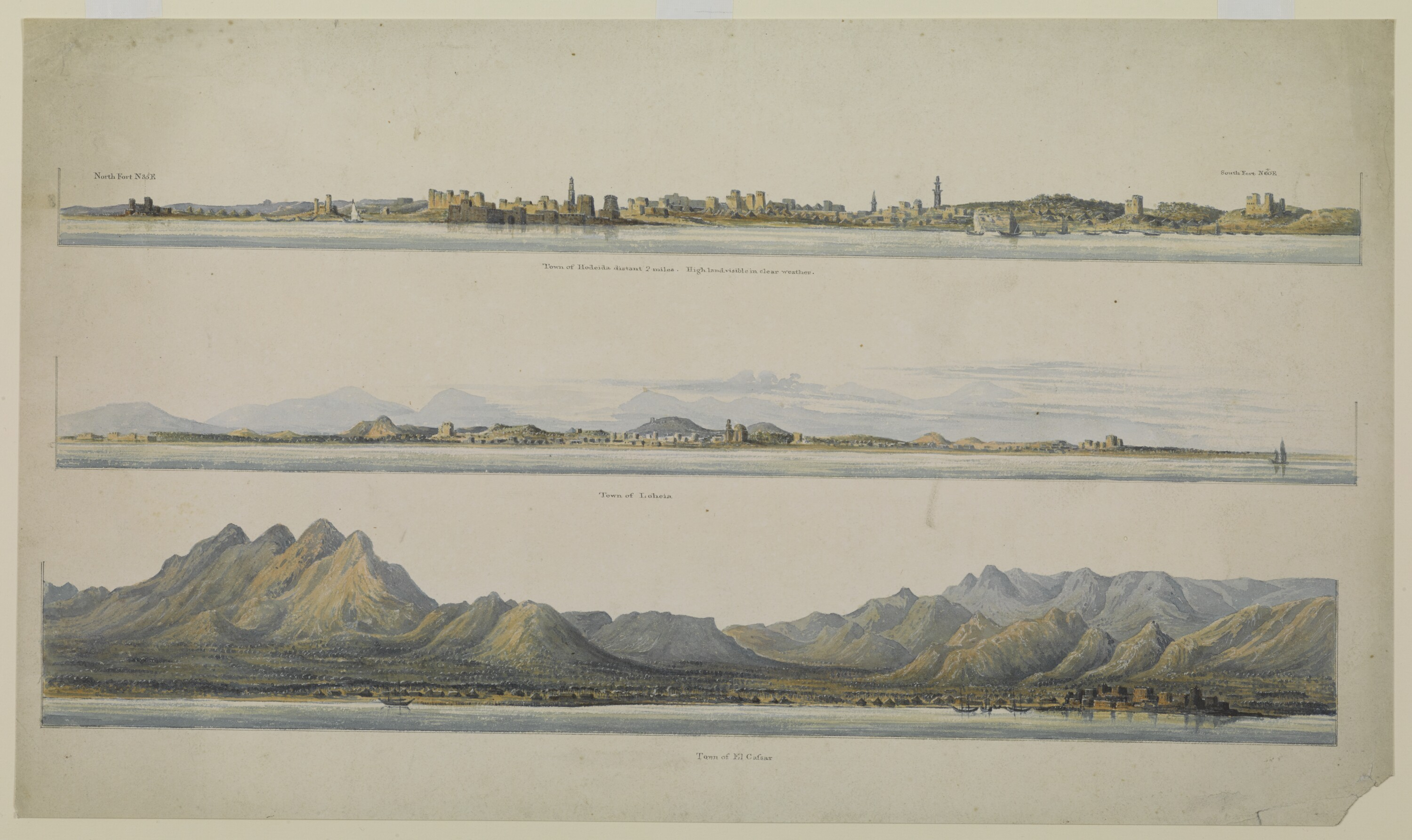
Rysunek trzech nadmorskich miast w Arabii autorstwa Thomasa Elwona w latach 30. XIX wieku uzyskany z QDL.

Qatar Digital Library (QDL) powstała w wyniku umowy o współpracy zawartej w 2012 roku pomiędzy Fundacją Katarską, Katarską Biblioteką Narodową i British Library. Umowa obejmowała digitalizację najcenniejszych zbiorów i udostępnienie ich za pośrednictwem QDL. Bibliotekę cyfrową uruchomiono w październiku 2014 roku. Ma ona wersje w języku angielskim i arabskim i udostępnia 1,5 miliona stron woluminów przechowywanych przez British Library, a dotyczących historii regionu Zatoki Perskiej. Należą do nich dokumenty pochodzące z połowy XVIII wieku i lat 50. XX wieku (w tym archiwa firmy East India Company). 25 000 stron to średniowieczne arabskie rękopisy. W ramach trzeciej fazy projektu, która została rozpoczęta w 2019 roku zaplanowano digitalizację kolejnych 900 000 stron.
W 2017 roku Fundacja Katarska podpisała umowę z prefektem Biblioteki Watykańskiej w której ustalono, że posiadane przez nią dokumenty arabskie i islamskie zostaną zdigitalizowane i udostępnione w katarskiej bibliotece cyfrowej.